# Belonopelta deletrix
Belonopelta deletrix är en myrart som beskrevs av Mann 1922. Belonopelta deletrix ingår i släktet Belonopelta och familjen myror. Inga underarter finns listade.